# Gerald Dreyer
Gerald Dreyer (n. 22 septembrie 1929, Pretoria, Africa de Sud – d. 5 septembrie 1985, Pretoria, Africa de Sud) a fost un boxer ce a reprezentat Africa de Sud, medaliat olimpic. A participat la o ediție a Jocurilor Olimpice (1948) în care a câștigat o medalie de aur.

## Participări
Lista de mai jos prezintă principalele competiții la care a participat Gerald Dreyer de-a lungul carierei.
- boxing at the 1948 Summer Olympics – lightweight[*]